# Foveon X3
Foveon X3 è un sensore per immagini CMOS per fotocamere digitali progettato da Foveon, Inc. (adesso parte di Sigma Corporation) e prodotto da National Semiconductor e Dongbu Electronics.
L'X3 permette per ogni pixel di catturare in un unico fotosito la luce incidente e di produrre i segnali relativi alle tre componenti fondamentali della luce (rosso, verde e blu) in modo simile alle tradizionali pellicole a colori. 
Questa tecnologia si differenzia sostanzialmente dalle altre che invece hanno bisogno di tre fotositi specializzati nella lettura delle tre componenti, ognuno di questi dotato di un fotodetector (fotodiodo). La prima tecnologia permette di creare una immagine senza bisogno di elaborazioni digitali, mentre le altre tecnologie, basate sul CFA (Color Filter Array: matrice di filtri colore) secondo lo schema Bayer o altri, detti anche CFM, ovvero "matrice di filtro a mosaico", richiede una interpolazione cromatica anche coi fotositi adiacenti per ottenere l'immagine reale, attraverso la ricostruzione con particolari algoritmi di calcolo, delle due componenti cromatiche mancanti in ogni pixel.

## Determinazione della risoluzione delle immagini
Per determinare la risoluzione delle immagini prodotte da un comune sensore a matrice di Bayer, occorre dividere per 3 il numero dei fotodetector dichiarati dal produttore come se fossero pixel. A titolo esemplificativo, infatti, si può affermare che in un sensore da 9 MP dichiarati, in realtà vi siano solo tre milioni di punti reali ("fotositi", che hanno una corrispondenza esatta con il numero dei pixel, in quanto elementi unitari d'immagine, ognuno recante le tre componenti cromatiche RGB). In un sensore Foveon, invece, i fotositi sono sovrapposti a sandwich come per le tradizionali emulsioni fotografiche delle pellicole tradizionali quindi ogni singola porzione di superficie contiene le tre informazioni RGB sovrapposte. Il risultato è che, nel caso ad esempio di un sensore da 9 milioni di fotodetector dichiarati, esso produce effettivamente immagini da nove milioni di pixel (ogni pixel con le sue tre componenti cromatiche RGB). Contrariamente, il sensore tipo Bayer di pari risoluzione dichiarata, produce solo 3 milioni di informazioni reali per ogni colore RGB e produrrebbe solo immagini da tre milioni di pixel se per ogni colore RGB non venissero interpolate le informazioni mancanti.

## Linee di sensori Foveon X3
Attualmente viene prodotta la serie
- Fx17-78-F13, da 14.1 Mp ovvero fotositi, per una risoluzione 2652x1768x3 (circa 4.4 Mp)
- codice prodotto ancora sconosciuto, da 46 Mp, con una risoluzione 4800×3200×3 (circa 15 Mp)

In passato erano disponibili:
- F7X3-C9110, da 10.2 Mp, con una risoluzione di 2304x1536x3
- F19X3-A50, da 4.5 Mp, con una risoluzione di 1440x1080x3

## Utilizzo
La prima fotocamera digitale ad utilizzare un sensore Foveon X3 è stata la Sigma SD9, una DSLR lanciata nel 2002.